# For a Few Dollars More
For a Few Dollars More (oorspronkelijke titel Per qualche dollaro in più) is een Italiaanse film uit 1965. De film behoort tot het genre van de spaghettiwestern en wordt gezien als een van de hoogtepunten uit dat genre. De film is geregisseerd door Sergio Leone en vormt, samen met A Fistful of Dollars (1964) en The Good, the Bad and the Ugly (1966), het middelste deel van een trilogie waarin de mysterieuze 'Man zonder naam' (gespeeld door Clint Eastwood) de hoofdrol heeft.
De film is in de loop der jaren uitgegroeid tot cultfilmklassieker.

## Verhaal
De psychopathische moordenaar Indio ontsnapt uit de gevangenis en begint samen met zijn bende aan een plan om een zwaarbewaakte bank met bijna 1 miljoen dollar in de kluis in  El Paso te beroven. Twee rivaliserende premiejagers, de 'man zonder naam' en kolonel Douglas Mortimer, besluiten hun krachten te bundelen om samen de bende op te rollen. Terwijl de 'man zonder naam' infiltreert in de bende houdt Mortimer van buitenaf de bende in de gaten. Nadat de bank is beroofd, vlucht Indio samen met zijn bende naar een spookstadje bij de Mexicaanse grens. Daar weten de 'man zonder naam' en Mortimer, in een spectaculair vuurgevecht de hele bende uit te schakelen. Indio wordt gedood in een bizar tweegevecht door Mortimer, waarin uiteindelijk de derde man de regels bepaalt. Daarvoor had de kolonel al vakkundig voor 5000 dollar vakwerk de geroofde kluis voor Indio geopend.
Op het laatst doet zich nog een verrassing voor: Indio bleek in het verleden verantwoordelijk te zijn voor de zelfmoord van Mortimers zus. Mortimer maakte dus niet alleen vanwege een financieel belang jacht op Indio maar bleek vooral gedreven door pure wraakgevoelens. Hij staat zijn vooraf afgesproken financiële aandeel namelijk af en laat de 'man zonder naam' de totale beloning voor Indio en zijn bende. Hij laadt het laatste dode bendelid na een minuscuul vuurgevecht in zijn armoedige wagen en rijdt na de bankbuit te hebben opgehaald de film uit.

## Rolverdeling
| Acteur              | Personage                    |
| ------------------- | ---------------------------- |
| Clint Eastwood      | Man zonder naam (Manco)      |
| Lee Van Cleef       | Kol. Douglas Mortimer        |
| Gian Maria Volonté  | El Indio                     |
| Kurt Zips           | Hotelmanager                 |
| Mara Krupp          | Mary, vrouw hotelmanager     |
| Luigi Pistilli      | Groggy                       |
| Klaus Kinski        | Juan Wild - "de Gebochelde"  |
| Mario Brega         | Niño                         |
| Joseph Egger        | Oude profeet                 |
| Panos Papadopulos   | Sancho Perez                 |
| Benito Stefanelli   | Luke 'Hughie'                |
| Roberto Camardiel   | Stationklerk                 |
| Aldo Sambrell       | Cuccillio                    |
| Luis Rodríguez      | Manuel                       |
| Tomás Blanco        | Santa Cruz-telegrafist       |
| Lorenzo Robledo     | Tomaso                       |
| Werner Abrolat      | Slim (onvermeld)             |
| Frank Braña         | Blackie (onvermeld)          |
| José Canalejas      | Chico (onvermeld)            |
| Antonio Molino Rojo | Frisco (onvermeld)           |
| Sergio Mendizábal   | Tucumcari-bankmanager        |
| Dante Maggio        | Timmerman, Indio's celgenoot |
| Rosemary Dexter     | Mortimers zus                |
| Antoñito Ruiz       | Fernando (onvermeld)         |

## Achtergrond
Dit was de eerste film van Leone waarvoor hij een redelijk ruim budget en volledige artistieke vrijheid kreeg. Hierdoor kon Leone zijn typische stijl, die hij al een voor een deel geïntroduceerd had in A Fistful of Dollars, verder perfectioneren. Volgens veel critici kwam Leone's stijl pas helemaal tot uiting in The Good, the Bad and the Ugly (1966).
De film heeft een ogenschijnlijk eenvoudig verhaal dat gebouwd is rondom de actiescènes. Veel moderne actiefilms hebben eenzelfde soort opbouw en zijn schatplichtig aan de vertelstructuur van deze film.
Veel mensen denken dat de films in de Man zonder naam-trilogie zich afspelen in dezelfde continuïteit. Dit is niet juist: volgens Leone waren de drie films losse opzichzelfstaande stijloefeningen, waarin om budgettaire redenen dezelfde kleding, acteurs en locaties in voorkomen.
Alle drie de personages zouden grote invloed hebben op andere acteurs in westerns en actiefilms. Eastwood herhaalt zijn rol uit A Fistful of Dollars van "de ultieme mysterieuze vreemdeling". Lee Van Cleef zet met zijn ijskoude, grimmig kijkende en in het zwart geklede personage "de ultieme meedogenloze killer" neer. Lee Van Cleef zou later in The Good, The Bad and The Ugly eenzelfde soort personage spelen. Maar waar hij in de laatste film de ultieme slechterik en tegenstander van Eastwoods personage speelt, staat hij in deze film aan zijn zijde. Gian Maria Volonte was in zijn thuisland Italië al een grote ster. In For a Few Dollars More zou hij met zijn personage "de ultieme Mexicaanse bandiet" neerzetten. Volonte speelde een vrijwel gelijk personage in A Fistful of Dollars en werd in die film ook door Eastwood gedood.
For a Few Dollars More was destijds grensverleggend gewelddadig. Het aantal doden is enorm en de film bevat een martelscène en een scène waarin een moeder met kind vermoord wordt. Ook bevat de film een surrealistische flashbackscène waarin een vrouw verkracht wordt. Deze scènes maakten For a Few Dollars More een van de meest controversiële westerns aller tijden. In diverse landen sneuvelden scènes door de censuur. In Engeland en Amerika werd de film aanvankelijk verboden, maar in 1967 werd hij daar toch toegestaan. Ironisch genoeg was hij juist daar een enorm succes.
In het begin van de film komt echter ook een komische scene voor ("The room's occupied") die los staat van de verhaallijn: Manco stapt het volgeboekte hotel binnen waar de manager achter de balie staat terwijl zijn mooie maar onbenullige vrouw zit te lanterfanten met een schaakspel. Manco drukt op schaamteloze wijze een kamerreservering door, waarbij opvalt dat hij links schrijft, terwijl hij met rechts schiet (in werkelijkheid is Clint Eastwood linkshandig maar moest hij op school rechts schrijven). Terwijl hij wegloopt blaft de manager zijn vrouw af in machteloze woede over Manco's optreden, maar de vrouw kan alleen maar wegzwijmelen over zijn knappe, lange gestalte. Dit wordt potsierlijk kracht bijgezet wanneer de manager blijkt al die tijd op een verhoging te hebben gestaan; als hij er afstapt is hij ineens kleiner dan zijn vrouw - die zich vervolgens in haar volle lengte opricht en dan zelfs ruim een kop groter blijkt te zijn dan haar mannetje.